# Архітектурне бюро
Архітектурне бюро — фірма, компанія, яка пропонує свої послуги в розробці будівельних і архітектурних проєктів. У США під архітектурною фірмою йдеться про компанію, в якій є принаймні один ліцензований архітектор, що працює за фахом.
Тільки в XIX столітті професія архітектора стала штатною, архітектори могли пройти спеціальну підготовку й отримати акредитацію. У Сполучених Штатах найпершим професійним архітектором вважається Чарльз Балфінч. Генрі Гобсон Річардсон, можливо, був одним з перших, хто мав офіційно затверджений офіс, і архітектурне бюро McKim, Mead & White, можливо, були серед перших фірм подібних сучасним. Найстарішими фірмами в США з наявних сьогодні є SmithGroup (Детройт, штат Мічиган) і Luckett & Farley (Луїсвілл, штат Кентуккі), засновані в 1853 році. У Великій Британії найстаріше архітектурне бюро, яке продовжує свою діяльність, Brierley Groom, було засновано в 1750 році в Йорку, Англії.